# Associação de Futebol do Nepal
A Associação de Futebol do Nepal (em inglês:  All Nepal Football Association, ANFA) é o órgão dirigente do futebol do Nepal, responsável pela organização dos campeonatos disputados no país, bem como os jogos da seleção nacional nas diferentes categorias. Foi fundada em 1951 e é filiada à Federação Internacional de Futebol (FIFA) desde 1972 e à Confederação Asiática de Futebol (AFC) desde 1954. Narendra Shrestha é o atual presidente da entidade.